# ヴィルヘルムスフェルト
ヴィルヘルムスフェルト (ドイツ語: Wilhelmsfeld) はドイツ連邦共和国バーデン＝ヴュルテンベルク州ライン＝ネッカー郡に属す町村（以下、本項では便宜上「町」と記述する）。この町は18世紀初めに保養地として知られるようになった、オーデンヴァルトの入植地である。

## 地理
この町はオーデンヴァルト南部の海抜280mから530mの丘陵地に位置している。東に向かって流れシュタイナハ川に注ぐヒルスバッハ川の谷にあたる場所であり、周囲は森に覆われた高原である。西は鞍部がシュリースハイマー渓谷に向かって開けている。気候はわずか数kmしか離れていないにもかかわらずオーバーライン地溝帯のそれとは明らかに異なっている。ここの気候は基本的に温度変化の少ない気候であり、オーバーライン地溝帯に較べ平均気温で約2℃低い。このため盛夏でも蒸し暑い日はほとんど無い。西側の鞍部地形と高地に位置することから降水量は比較的多い。
この町は475haと小さな町である。土地の24.9%が住宅地および交通用地、20.0%が農業用地、54.6%が森林である。
周囲を取り囲む市町村は、南から時計回りに、ハイデルベルク、シュリースハイム、ハイリヒクロイツシュタイナハ、シェーナウである。

## 歴史

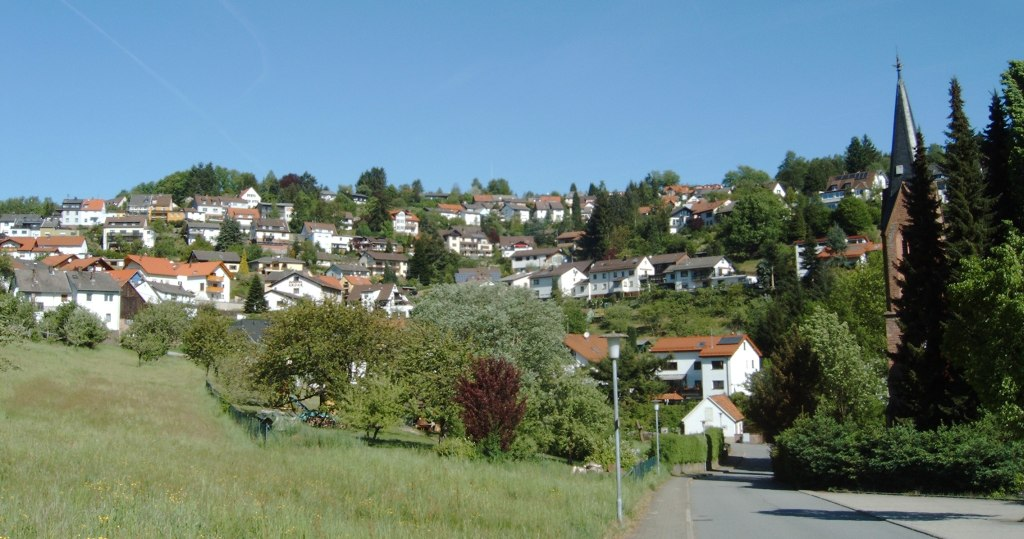
ヴィルヘルムスフェルトの町並み

ヴィルヘルムスフェルトは、シュタイナハ渓谷からシュリースハイムの入会地の森であったこの地に移住した5人の農民に対し、1710年、プファルツ選帝侯ヨハン・ヴィルヘルムが開拓を許可したことから創設された。実際にはその数年前から何世帯かの農民の家族が無断で住み着いていたと考えられている。この入植地は初め、プファルツ選帝侯の名前に因んで「ヴィルヘルムスブルク」と称したが、その後すぐに「ヴィルヘルムスフェルト」と記録されている。この集落はケラーライ・ヴァルデックに属し、ケラーまたはハイリヒクロイツシュタイナハの村長が管理・運営を行った。新しく創設されたこの集落は、少なくとも10年以上の間税を免除されていた。この事が入植を助長した。1727年にはこの新しい村の住人は108人にもなっていた。この税制優遇措置は、この時代、この村が特に貧しい状態にあったことを示している。石の多い痩せた土壌で生計を維持すること自体が困難であった。さらにその後何度も悪天候による収穫の壊滅状態が繰り返された。たとえば1754年はひどい多雨の年で冬作物は実らなかった。また、1778年もまた新たな凶作の年となった。
1803年にプファルツ選帝侯が廃止され、ヴィルヘルムスフェルトはバーデン領となった。1807年にはケラーライ・ヴァルデック全域からアムト・ウンターハイデルベルクが創設された。1810年にヴィルヘルムスフェルトはハイリヒクロイツシュタイナハの管理から分離され、独立した自治体となった。1885年4月5日には皇妃エリーザベトとその娘ヴァレリーがこの村に滞在した。
第一次世界大戦では、当時人口約900人のこの村から55人の兵士が亡くなった。2つの大戦の間の時代は、ヴィルヘルムスフェルトにおいても貧困、インフレーション、政治的混乱が横行した。第二次世界大戦後には旧ドイツ領の東プロイセンやシレジア、チェコ領であったズデーテン地方などから放逐された人々、急速に人口が増大した都市部からの人々が流入した。
1966年、この町は州指定の保養地として知られるようになった。1970年代の市町村再編においてもこの町は独立を貫き、シェーナウ自治体行政連合の一員となった。これに反し、1973年の郡の再編によってハイデルベルク郡が廃止となり、この町は新たに創設されたライン＝ネッカー郡に属すこととなった。1989年にヴィルヘルムスフェルトの人口は3000人を超えた。
| Jahr      | 1727 | 1777 | 1818 | 1852 | 1905 | 1939 | 1950  | 1961  | 1970  | 1987  | 1991  | 1995  | 2000  | 2005  | 2010  | 2015  |
| --------- | ---- | ---- | ---- | ---- | ---- | ---- | ----- | ----- | ----- | ----- | ----- | ----- | ----- | ----- | ----- | ----- |
| Einwohner | 108  | 293  | 491  | 727  | 868  | 962  | 1,418 | 2,002 | 2,584 | 2,831 | 3,073 | 3,297 | 3,305 | 3,336 | 3,258 | 3,197 |

### 宗教

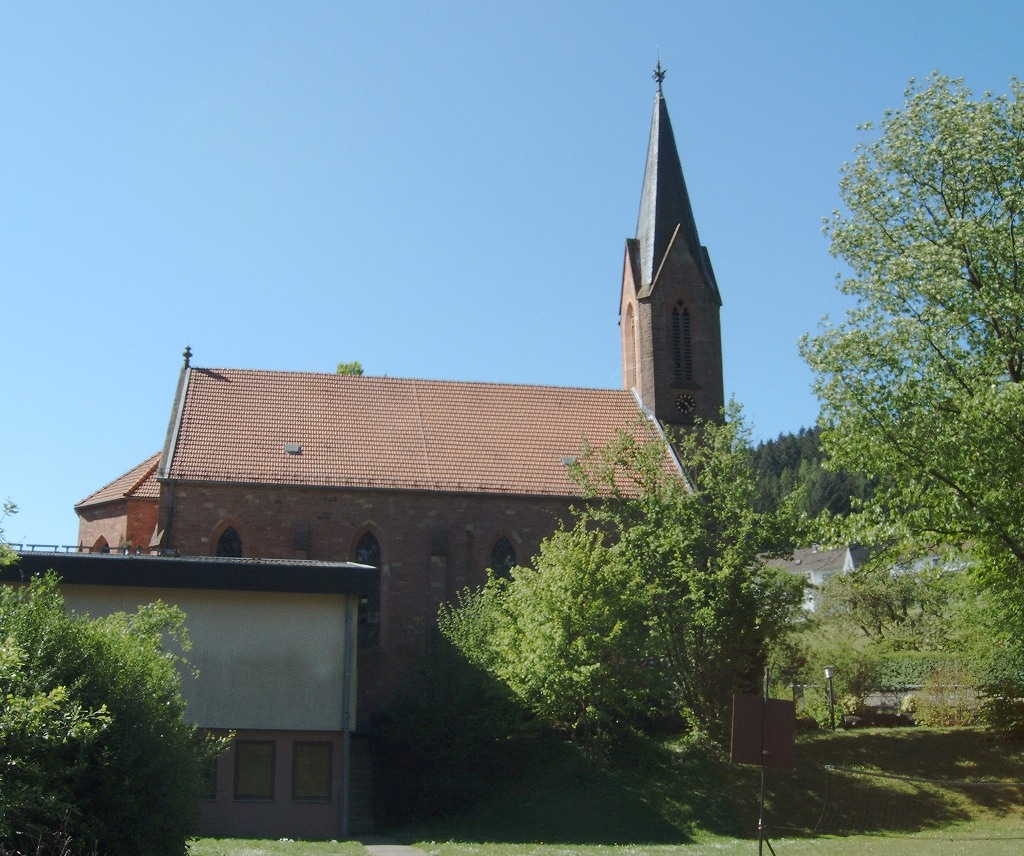
ヴィルヘルムスフェルトのプロテスタント教会

その創設の時代から、ヴィルヘルムスフェルトの住民はほぼ完全にプロテスタント信者であり、ハイリヒクロイツシュタイナハの教区に属した。1867年にヴィルヘルムスフェルトに独自の教区が設けられ、その1年後に教会堂が完成した。
初めはごくわずかであったヴィルヘルムスフェルトのカトリック信者は、第二次世界大戦後の移住者によってその数を増し、1961年には人口の27%を占めるに至った。1909年以降、この町にもフライブルク大司教区ハイデルベルク＝ヴァインハイム首席司祭区に属す独自の教区が設けられ、教会堂も建造された。
1955年には新使徒派教会の組織が形成されている。

## 行政

### 議会
ヴィルヘルムスフェルトの議会は、議長を務める首長の他、5年ごとの直接選挙で選出される14人の議員からなる。

### 首長
首長は、8年ごとの直接選挙で選出される。2017年4月23日の選挙でクリストフ・エルドルフが町長に選出された。彼は7月1日に新たに町長に就任した。

### 紋章
図柄: 青地に、斜めに配された黒いグリップの銀の草刈り鎌（その刃先は上を向いている）。その上にかぶせるように左向き（向かって右向き）に配された黒いグリップの銀の斧。
この紋章は、1810年の印章に由来する。紋章は、この印章を元にバーデンのゲネラルランデスアルヒーフが作成した。鎌と斧は、19世紀のヴィルヘルムスフェルトで最も重要な産業分野であった農業と林業を表している。
旗は、白 - 青で、1956年に内務省の認可を得た。

## 文化と見所

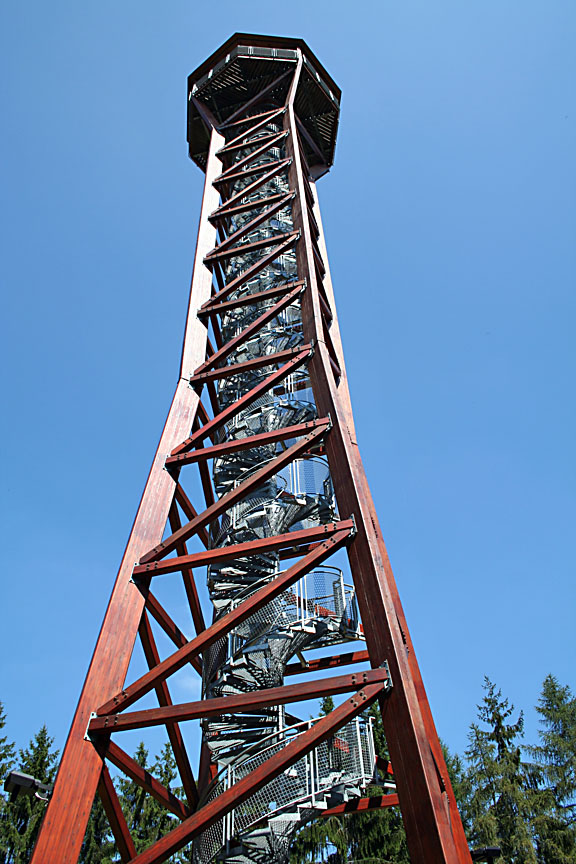
テルチクタワー

高さ41mの展望塔であるテルチクタワーは、標高530mのシュリースハイマー・コプフに建っている。この塔は、テルチク家の寄付により建造された。
ネッカータール＝オーデンヴァルト自然公園に位置するこの町では変化に富んだ山歩きが楽しめる。冬には3つのクロスカントリーコースが利用可能で、総距離は20kmに及ぶ。

## 経済と社会資本

### 交通
ヴィルヘルムスフェルトで州道L536号線とL596号線が交差している。9km南に連邦道B37号線（マンハイム - ハイルブロン）が通っている。また、同じ距離だけ西へ向かうと連邦道B3号線（ダルムシュタット - ハイデルベルク）および連邦アウトバーンA5号線（フランクフルト・アム・マイン - カールスルーエ）がある。
バス路線は、ハイデルベルク、ハイリヒクロイツシュタイナハ、シュリースハイム、マンハイム行きがある。ヴィルヘルムスフェルトはラインネッカー交通連盟のサービス提供地域に含まれる。

### 教育
ヴィルヘルムスフェルトには、基礎課程学校と図書館がある。上級の学校は近隣市町村へ通うことになる。

## 人物
フィリピンの医師、詩人で国民的英雄であるホセ・リサールは、かなりの期間をヴィルヘルムスフェルトで過ごした。彼は1886年の数か月間、ハイデルベルクの大学附属眼科病院で実務経験を積む間、この町の牧師館に住む牧師ウルマー家に滞在していたのである。

## 引用
1. ↑  Statistisches Landesamt Baden-Württemberg – Bevölkerung nach Nationalität und Geschlecht am 31. Dezember 2023 (CSV-Datei)
2. ↑  バーデン＝ヴュルテンベルク州統計局 2004年12月31日現在
3. ↑  1961年まで:  Kreisbeschreibung Bd. 2. p. 1046